# نونا 2إس9
نونا 2إس9 (بالروسية: Новейшее Орудие Наземной Артиллерии)، والذي يعني "أحدث مدفعية أرضية"، مدفع ذاتي الدفع هو هاون 120 ملم قابل للتنقل جويًا، تم تصميمه في الاتحاد السوفيتي ودخل الخدمة في عام 1981. يتميز هيكل 2إس9 الذي يُسمى إس120 بأنه يعتمد على هيكل الألمنيوم للمركبة المدرعة متعددة الأغراض بي تي أر-دي المحمولة جويًا. بشكل عام، يُشار إلى هاون 120 ملم باسم "نونا"، بينما يُعرف الـ 2إس9 أيضًا باسم "نونا-إس". وعلى الرغم من عدم صدور أرقام دقيقة، يُقدّر أن أكثر من 1,000 وحدة من 2إس9 تم إنتاجها.

## التصميم

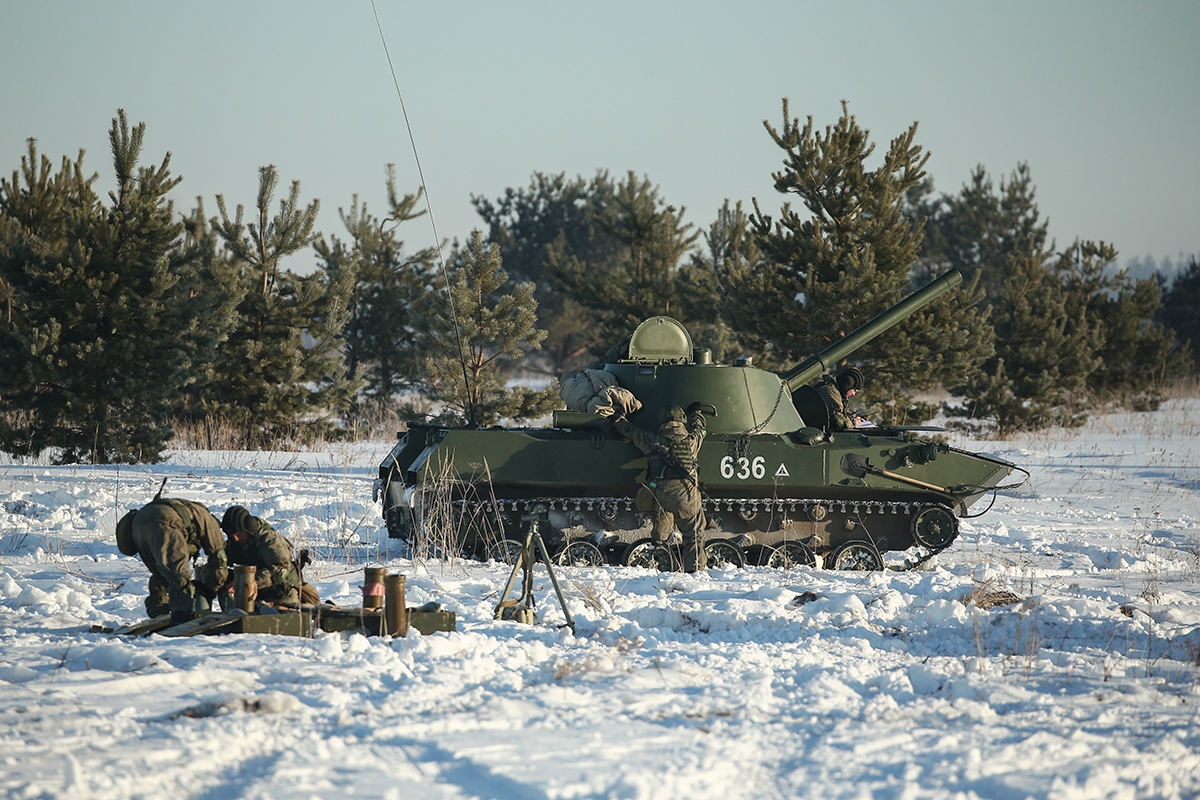
المدفع 2S9 نونا-S التابع لـ الفرقة 106 للحرس المحمول جوًا في وضعية الإطلاق أثناء التدريبات الميدانية عام 2018.

الـ 2إس9 نونا-إس هي مركبة برمائية يمكن دفعها عبر الماء بواسطة محركي نفاثين خلفيين. يتم تشغيلها بواسطة طاقم مكون من أربعة أفراد: قائد، سائق/ميكانيكي، مدفعي، وملقم. يتم تقسيم الجزء الداخلي من الهيكل إلى حجرة قيادة، حجرة القتال، وحجرة المحرك. يتم وضع برج فولاذي ملحوم في وسط الهيكل. البرج مكون من شخصين، مع فتحات للمدفعي والملقم على التوالي.
يستخدم الـ 2إس9 هاون 120 ملم من نوع 2A51 مع ماسورة بطول 1.8 متر. السلاح هو في الواقع مزيج من هاون ومدفع هاوتزر، وهو تصميم غير تقليدي يفتقر إلى نظير مباشر في حلف الناتو. السلاح مزود بأنبوب مخرم ويتم تحميله من الخلف، ويمكنه إطلاق ذخائر متفجرة عالية القوة (HE)، والفوسفور الأبيض، وقنابل الدخان، بالإضافة إلى الذخائر الموجهة بالليزر مثل KM-8 Gran. يمكنه الاشتباك في النيران غير المباشرة والمباشرة، وكذلك استهداف المركبات المدرعة؛ حيث يمكن لذخائره المضادة للدروع اختراق ما يعادل 600-650 ملم من الفولاذ على مسافة تصل إلى 1 كم.

### التاريخ التشغيلي
نُشرت هذه المعلومات من قبل روسيا أثناء غزوها لأوكرانيا عام 2022. وفي يوليو 2022، انتشرت على وسائل التواصل الاجتماعي مقاطع تُظهر القوات الأوكرانية وهي تستخدم مدفع M777 لتدمير مدفع هاون 2بي16 نونا-K المجرور في هوبتيفكا على الحدود مع روسيا. وفي أغسطس 2022، أعلنت القوات المسلحة الأوكرانية عن استخدامها أربعة هاونات 2إس9 روسية استولت عليها ضد القوات الروسية. التُقطت صورة في نوفمبر 2022 لمدفع 2إس23 نونا-SVK أثناء خدمته في القوات الأوكرانية، بعد أن استولت عليه من القوات الروسية واستغرق إصلاحه عدة أشهر.
دمّرت القوات الأوكرانية في 26 مارس 2024 هاون 2إس9 نونا عيار 120 ملم روسيًا باستخدام صاروخ GLSDB، تاركةً هاونًا آخر "مشتعلًا" في زابوريجيا. استخدمت أوكرانيا في يونيو 2024 طائرة مسيرة لتدمير هاون 2S9 نونا، والذي زُوِّد بدروع إضافية على طراز "الدبابة السلحفاة".

## النسخ
تشمل نسخ نظام الهاون 120 مم نونا:
- 2إس23 نونا-SVK: هذه النسخة مبنية على هيكل بي تي أر-80 ومزودة بهاون 2A60، وهو نسخة من الهاون 2A50. إنها نسخة ذات دفع ذاتي مصممة لتوفير التنقل والنقل السريع.[9]
- 2بي16 نونا-K: هذه النسخة هي نسخة مقطورة من هاون نونا، وتتميز بإضافة مكبح فوهة لتقليل الارتداد. توفر مرونة في النشر ولكن تفتقر إلى قدرة التنقل التي تتمتع بها النماذج ذات الدفع الذاتي.[4]
- 2إس31 فيينا (2S31 Vena): هذه النسخة مبنية على هيكل بي إم بي-3 وتشبه مفهوم 2إس9 ولكنها مزودة ببرميل أطول لزيادة المدى، مما يجعلها قادرة على استهداف أهداف أبعد.[10]
- 2S17-2 نونا-SV: هذه النسخة مبنية على هيكل BRM-1K ومزودة ببرج هاون 2إس9 نونا. وهي قيد الاستخدام حاليًا من قبل القوات البرية الأوكرانية، مما يوفر لهم نظام هاون متعدد الاستخدامات وقوي على منصة مجنزرة.[11][12]

## المستخدمون

### المستخدمون الحاليون
- أذربيجان: 19 2إس9[13]
- بيلاروس: 18 2بي23 نونا-إم1[14]
- قرغيزستان: 12 2إس9[15]
- مولدوفا: 9 2إس9[16]

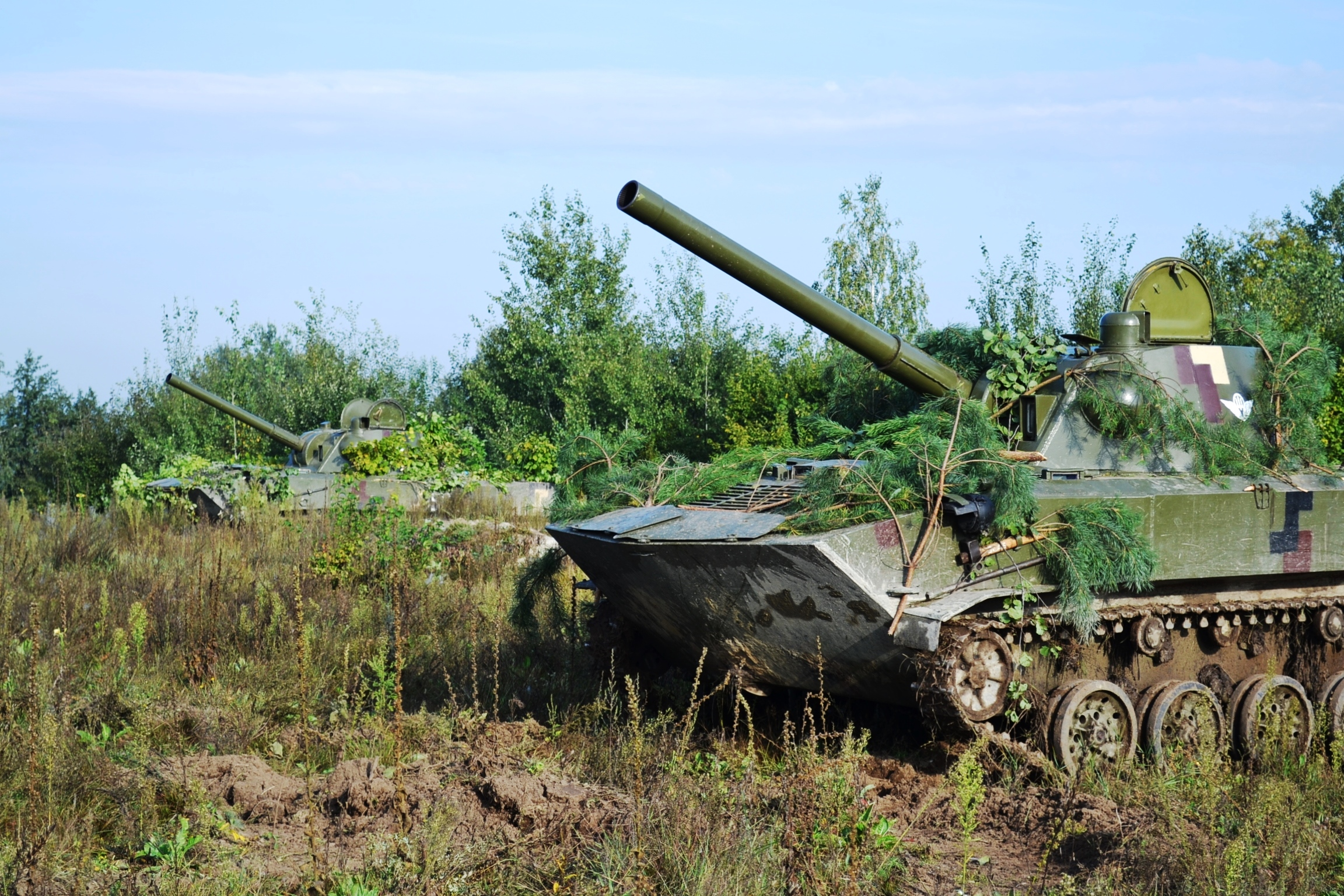
2S9 نونا-إس تابعة للقوات المسلحة الأوكرانية، 2018.

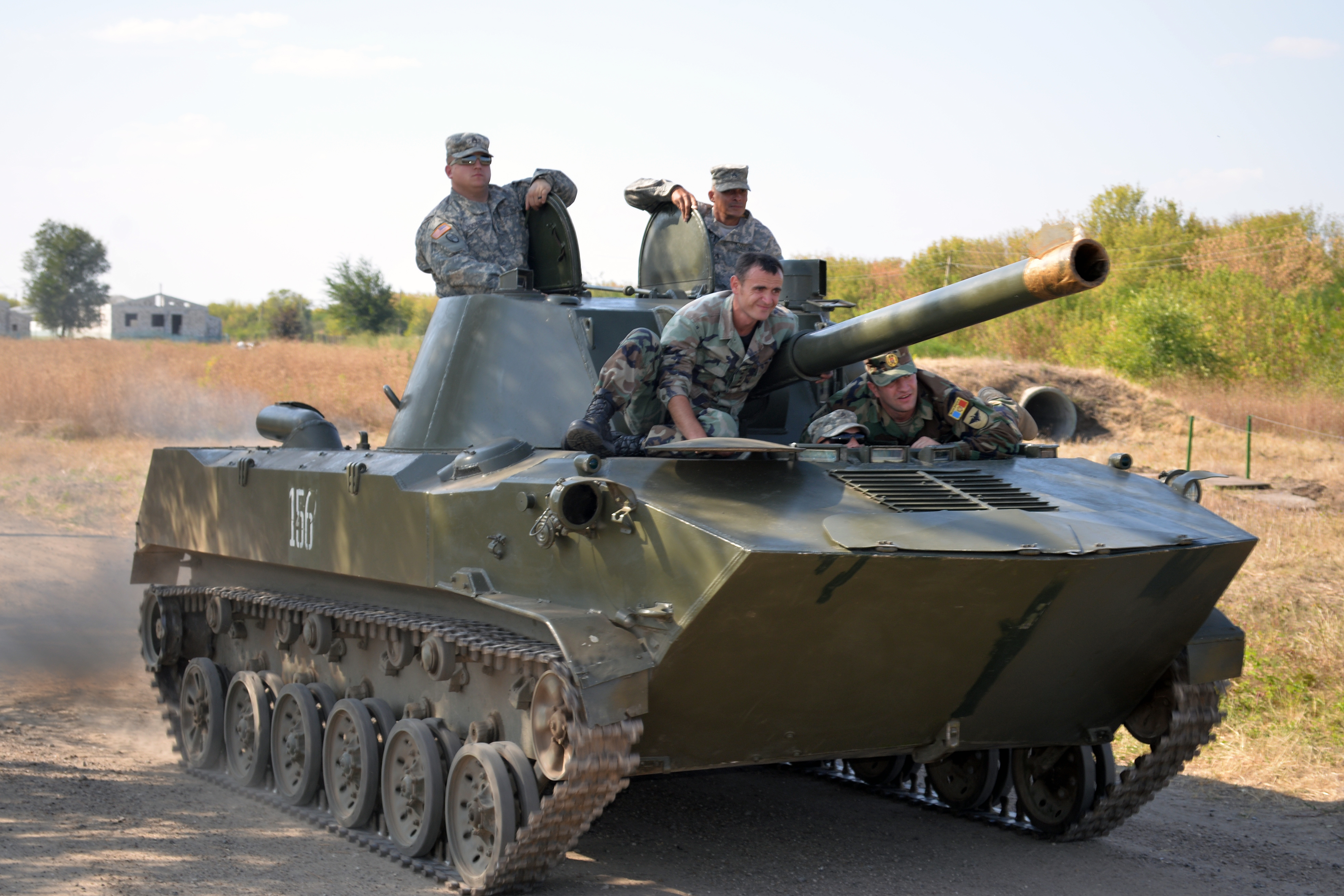
2S9 نونا تابعة للقوات البرية المولودفية، 2016.

- روسيا: 446 (باستثناء 500 وحدة 2إس9 في المخزن بحالة غير معروفة): 280 وحدة 2إس9 نونا-إس، 42 وحدة 2إس23 نونا-SVK، و124 وحدة 2بي16 نونا-K).[17]
- سوريا: كمية غير معروفة.[18]
- تركمانستان: 17 2إس9[19]
- أوكرانيا: 2 وحدة 2بي16 و40 وحدة 2إس9.[20] تم استخدام نسخ 2إس9 و2بي16 من قبل الجانبين خلال الحرب الروسية الأوكرانية.[21][22]
- أوزبكستان: 54 2إس9[23]
- فنزويلا: 18 وحدة نونا SVK، تم طلبها في 2009، وتم تسليمها في 2011-2012.[24] 13 وحدة في الخدمة اعتبارًا من 2016.[25]

### مستخدمون سابقون
- الهند[26]
- العراق[26]
- الاتحاد السوفيتي[26]

## وصلات خارجية
- "2S9 Anona (Anemone)- 120mm SPH/Mortar". GlobalSecurity.org. مؤرشف من الأصل في 2008-06-12. اطلع عليه بتاريخ 2008-05-10.
- Walkaround 2S9 Nona from Kremenchuk
- المعهد الدولي للدراسات الاستراتيجية (فبراير 2016). The Military Balance 2016. Vol. 116. روتليدج. ISBN 9781857438352.